# Cena de nochebuena de doce platos
La cena de Nochebuena de doce platos (en lituano: Kūčios; en polaco: Wigilia o Wieczerza wigilijna, en ucraniano: Свята вечеря, Sviatá vecheria) se prepara tradicionalmente en las culturas del centro, norte y este de Europa para simbolizar a los doce discípulos de Jesús o los doce meses del año. Se practica especialmente en aquellas culturas que formaban parte de la Mancomunidad de Polonia-Lituania y en sus países vecinos. Esta tradición se celebra sobre todo en la Polonia actual, donde a veces también se sirven trece platos sin carne en lugar de doce.        

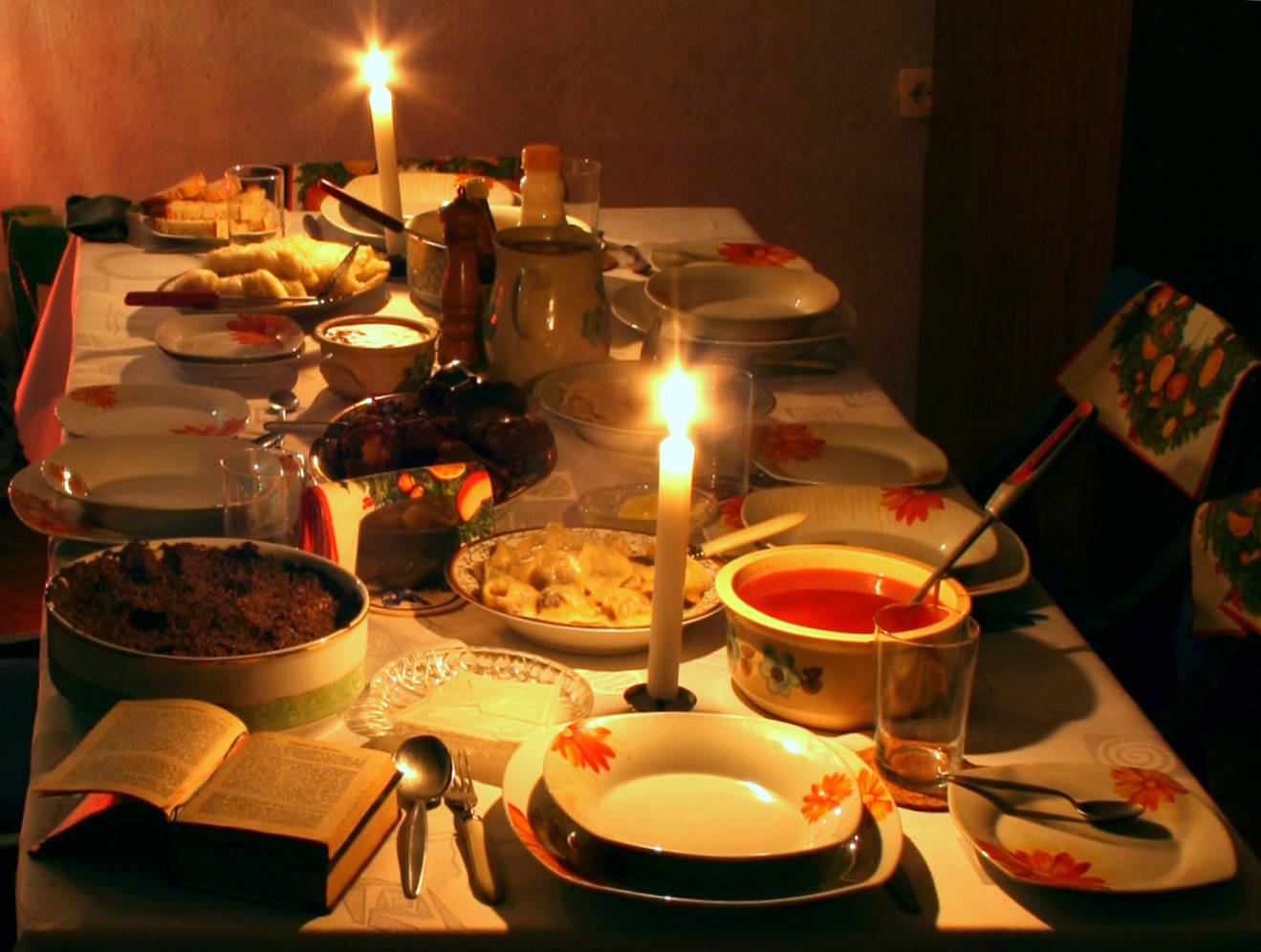
Comida tradicional en la Wigilia polaca

## Descripción

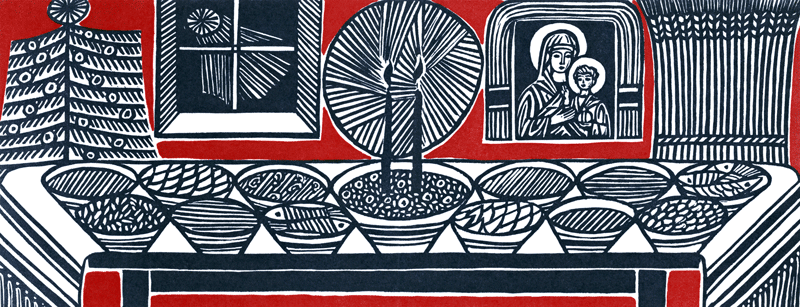
Comida tradicional de la Sviatá vecheria ucraniana. Tarjeta navideña de Jacques Hnizdovsky.

Los platos específicos pueden diferir de un país a otro, pero muchos de ellos son comunes. Debido al Ayuno de Natividad, en la cena no se sirve ni carne, ni huevos ni leche (ni tampoco queso), mientras que el pescado, las setas y diferentes tipos de cereales son los platos más comunes.  
En Polonia, la Wigilia empieza con una sopa, típicamente la sopa de setas o el borshch. Para los católicos y ortodoxos de Ucrania, la tradición empieza con la kutiá. Tanto la kutiá como la leche de amapola (aguonų pienas) y el kūčiukai se sirven como postre y tienen un papel fundamental en el menú de Nochebuena lituano. Las semillas de amapola se utilizan mucho en estos platos, ya que simbolizan la abundancia y la prosperidad. En Polonia se creía popularmente que las semillas de amapola, conocidas por sus propiedades somníferas, eran útiles en el camino hacia el más allá o como regalo para las almas que visitan el mundo terrenal de nuevo. La miel, producto proveniente de las abejas —comúnmente consideradas criaturas sagradas en la cultura polaca—, se ofrecía como presente a las almas de los difuntos. En Ucrania, se creía que los varényky —que también son símbolo de prosperidad— con relleno de semillas de amapola que se servían en la Sviatá vecheria ucraniana tenían un gran potencial mágico para traer prosperidad y fecundidad a quien los ingiriera.
Respecto a los platos de pescado, se suele servir arenque, carpa o lucio. En Lituania, los platos con arenque (en lituano: silkė) son populares y variados. En Nochebuena, normalmente se prepara silkė su morkomis (arenque con zanahorias) o silkė su grybais (arenque con setas).  
Las setas —especialmente las deshidratadas o en escabeche— son también uno de los ingredientes principales en los platos de Nochebuena. En Polonia y en el noreste de Ucrania se sirve el chucrut (en polaco: kiszona kapusta; en ucraniano: кисла капуста, kysla kapústa) con setas silvestres o guisantes, borshch rojo, setas o sopa de pescado.    
Entre los platos más populares están los dumplings (en polaco: pierogi; en ucraniano: вареники, varényky; en lituano: auselės), que se sirven tanto hervidos como fritos y con una gran variedad de rellenos, como pueden ser el de col o chucrut, de setas o de semilllas de amapola molidas. En Polonia y Ucrania se ofrecen berlinas rellenas de mermelada (en polaco: pączki; en ucraniano: пампушки, pampushký) como postre, mientras que en Lituania los platos dulces no son tan comunes, pues se considera que son inapropiados para la atmósfera solemne de la noche.    
Como bebida, son frecuentes el kompot de fruta deshidratada o el kissiel de arándanos (en lituano: spanguolių kisielius). Antiguamente, era más usual el kissiel de avena.  
Antes de que la cena comience, tiene lugar todo un ritual. Una vez que la primera estrella aparece en el cielo nocturno, cada miembro de la familia se lava la cara, las manos y las piernas con agua fría mientras dice: «Mantente sano como esta agua». Los más valientes van a ríos o lagos locales a nadar un poco. Después de finalizar el procedimiento con el agua, la familia continúa con una oración, que habitualmente es el padre nuestro. Tras el rezo, el cabeza de familia unge a cada uno de los presentes con miel, dibujando el símbolo de la cruz en sus frentes, mientras dice: «En el nombre del Padre, del Hijo y del Espíritu Santo: que tengas dulzura y muchas cosas buenas en la vida y en este nuevo año».                                                                                                                                                                                                                                                                                                                                                                                                                                                                                                                                                                                                                                                                                                                                                                                                                                                                                                                                                                                                                                                                                                                                                                                                                                                                                                                                                                                                                                                                                                                                                                                                                                                                                                                                                                                                                                                                                                                                                                                                                                                                                                                                                                                                                                                                                                                                                                                                                                                                                                                                                                                                                                                                                                                                                                                                                                                                                                                                                                                                                                                                                                                                                                                                                                                                                                                                                                                                                                                                                                                                                                                                                                                                
La cena de Nochebuena se suele celebrar bajo la luz de las velas y empieza al anochecer, cuando la primera estrella aparece en el cielo. La estrella simboliza el nacimiento de Jesús en la tradición cristiana y el alma de los ancestros difuntos en religiones precristianas. Una atmósfera tranquila, incluso algo mística, y con luz tenue es típica de esta cena.
De acuerdo con las creencias populares, los espíritus de los miembros de la familia que han fallecido los visitan esa noche. Por esta razón, en Polonia, Lituania y el oeste de Ucrania se colocan un plato y un asiento adicionales en la mesa.